# Борис, Александр Александрович
Александр Александрович Борис (укр. Олександр Олександрович Борис; 25 августа 1994, Нежин — 15 марта 2022, Марьинка) — украинский военный лётчик, майор, участник российско-украинской войны. Герой Украины (29 сентября 2023, посмертно).

## Биография
Александр Борис родился 25 августа 1994 года в городе Нежин Черниговской области. Окончил Нежинскую гимназию № 3 и Черниговский лицей с усиленной военно-физической подготовкой. В 2016 году завершил обучение в Харьковском национальном университете Воздушных Сил имени Ивана Кожедуба.
Службу начал в 2016 году в 11-й отдельной бригаде армейской авиации в должности лётчика-штурмана вертолётного звена. Участвовал в АТО и ООС на востоке Украины. В 2019 году стал командиром вертолёта и выполнял миротворческую миссию ООН в Демократической Республике Конго.
15 марта 2022 года во время выполнения боевого задания в районе города Марьинка Донецкой области вертолёт под командованием капитана Александра Бориса был сбит ракетой, экипаж погиб.
Похоронен в родном городе Нежин.

## Награды
- Звание «Герой Украины» с удостоением ордена «Золотая Звезда» (29 сентября 2023, посмертно) — за личное мужество и героизм, проявленные в защите государственного суверенитета и территориальной целостности Украины, верность военной присяге[1].
- Орден Богдана Хмельницкого III степени (14 апреля 2022, посмертно) — за личное мужество и высокий профессионализм, проявленные в защите государственного суверенитета и территориальной целостности Украины, верность военной присяге[2].
- Орден Данилы Галицкого (16 марта 2022, посмертно) — за личное мужество и высокий профессионализм, проявленные в защите государственного суверенитета и территориальной целостности Украины, верность военной присяге[3].